# Taku Ishihara
Taku Ishihara (født 3. oktober 1988) er en tidligere japansk fodboldspiller.
Han har spillet for flere forskellige klubber i sin karriere, herunder Yokohama F. Marinos og Tokushima Vortis.